# سار والا
سار والا (نام علمی: Lamprotornis superbus) نام یک گونه از تیره ساران است.

## نگارخانه

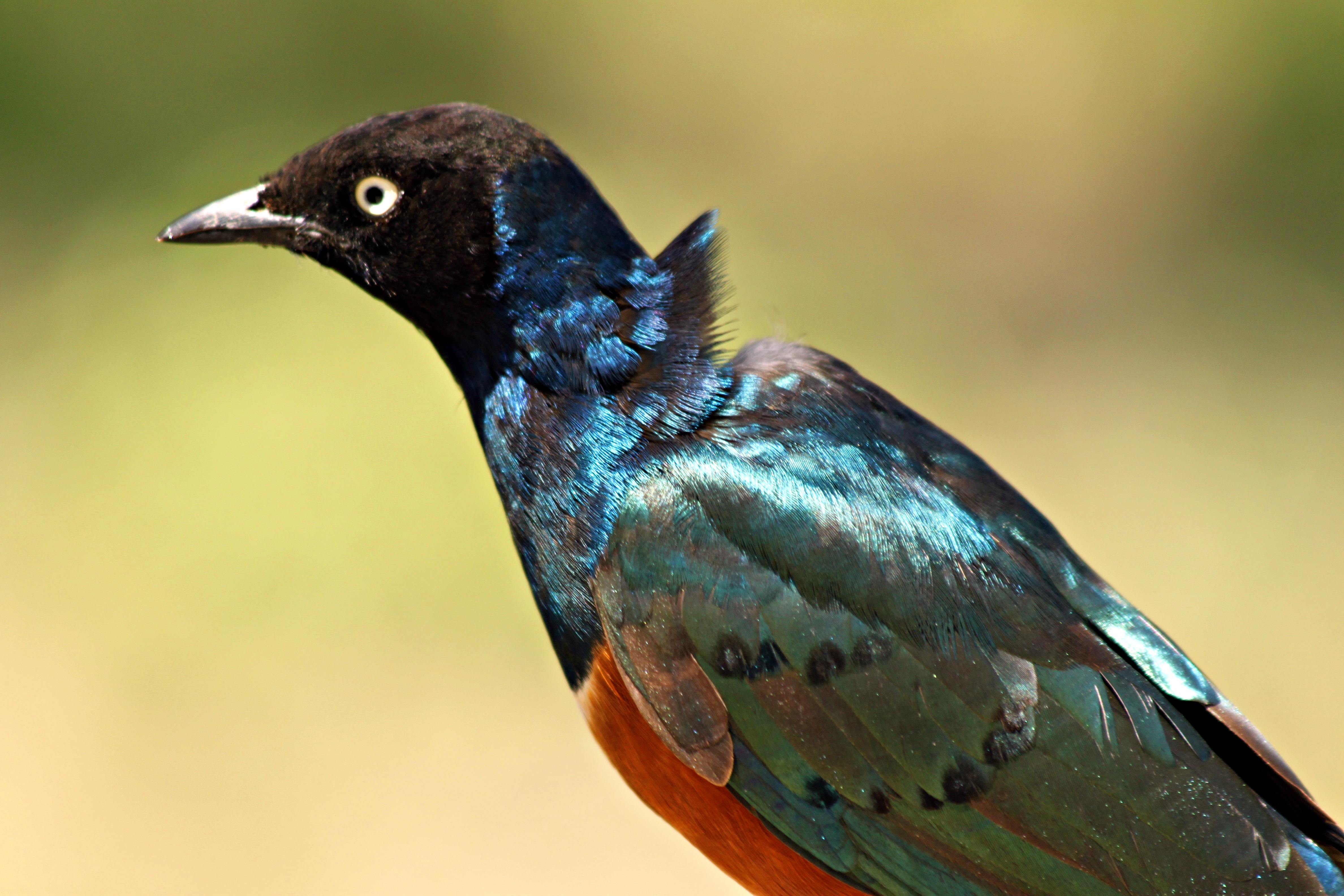
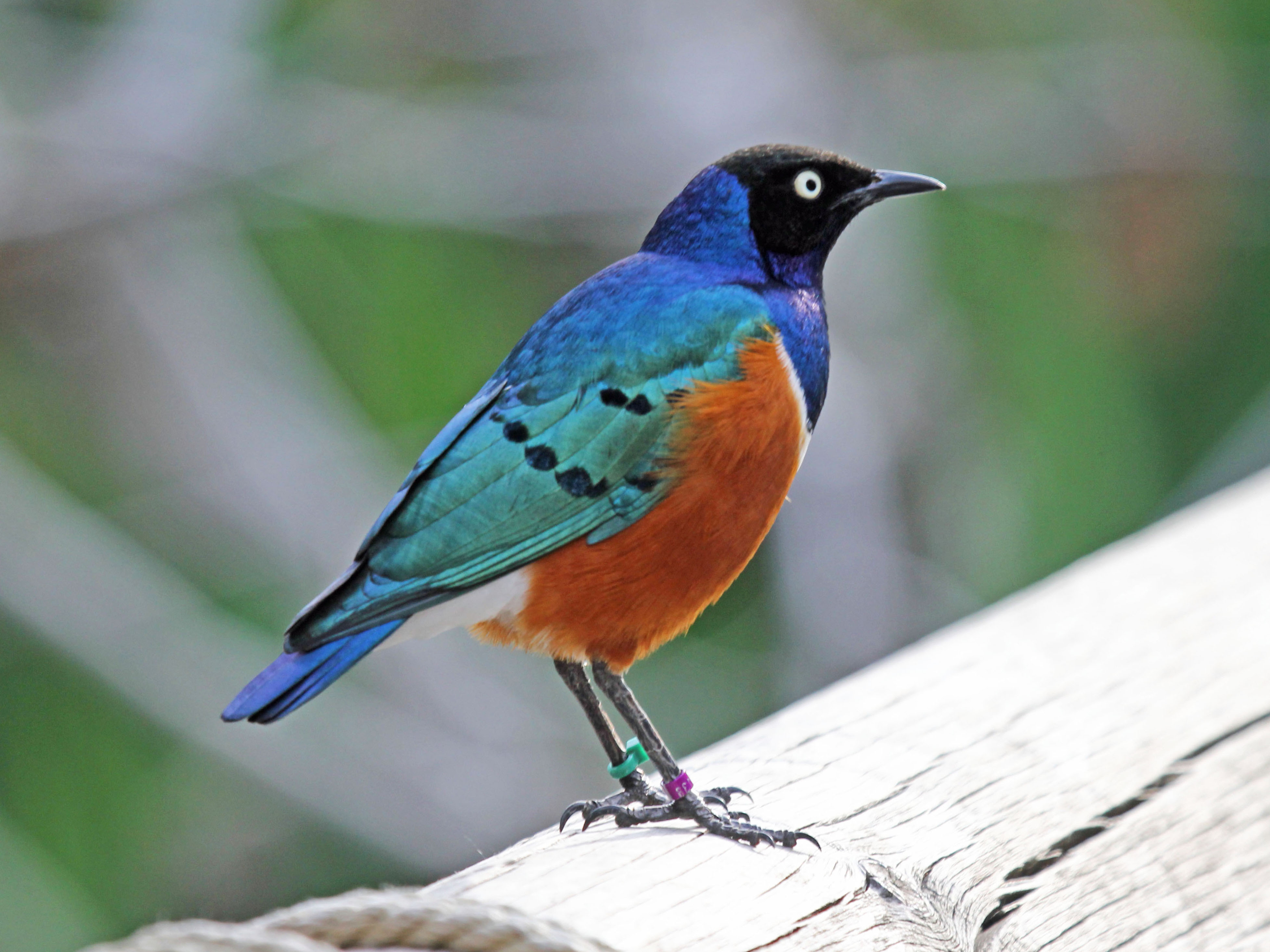
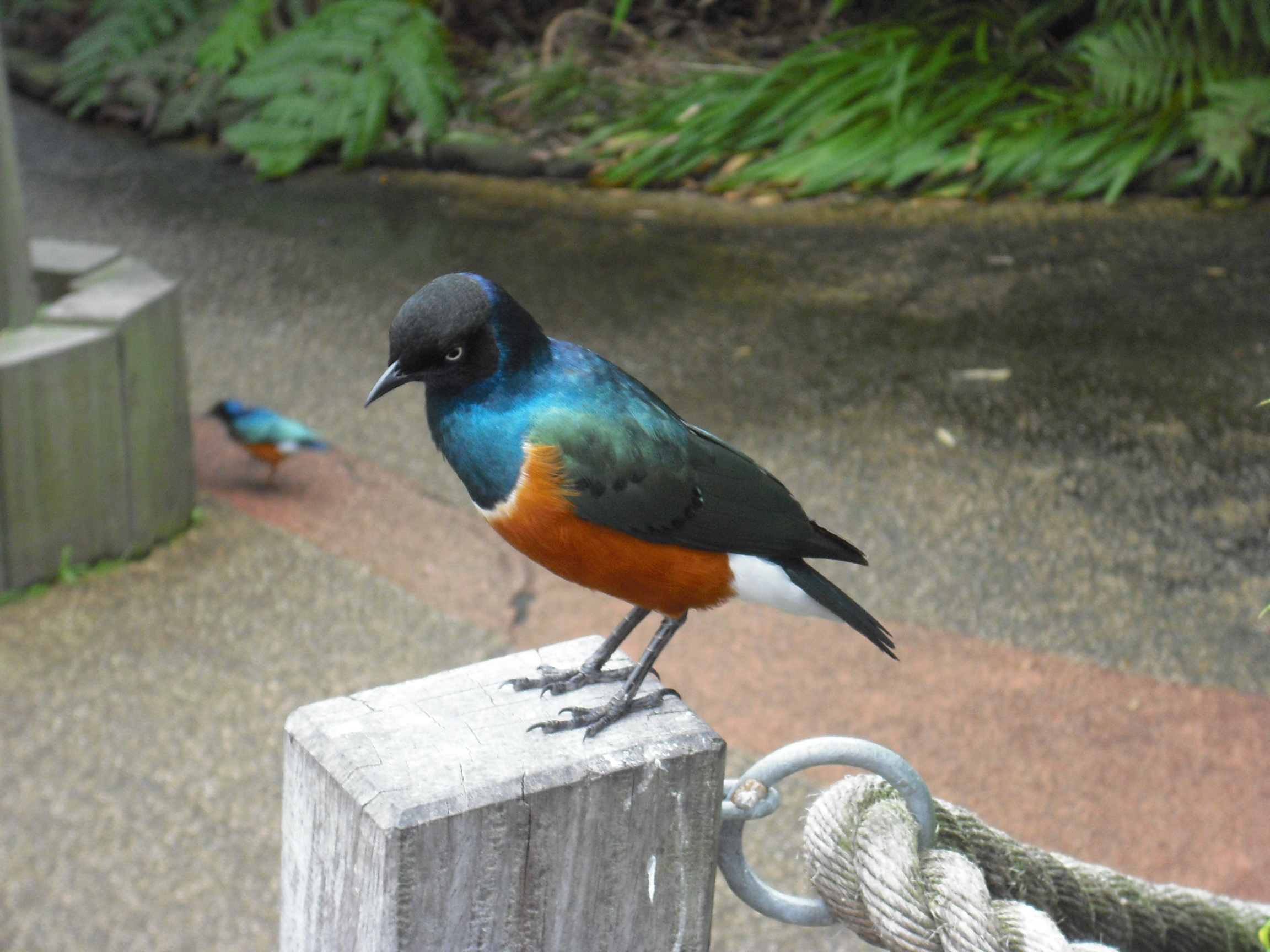
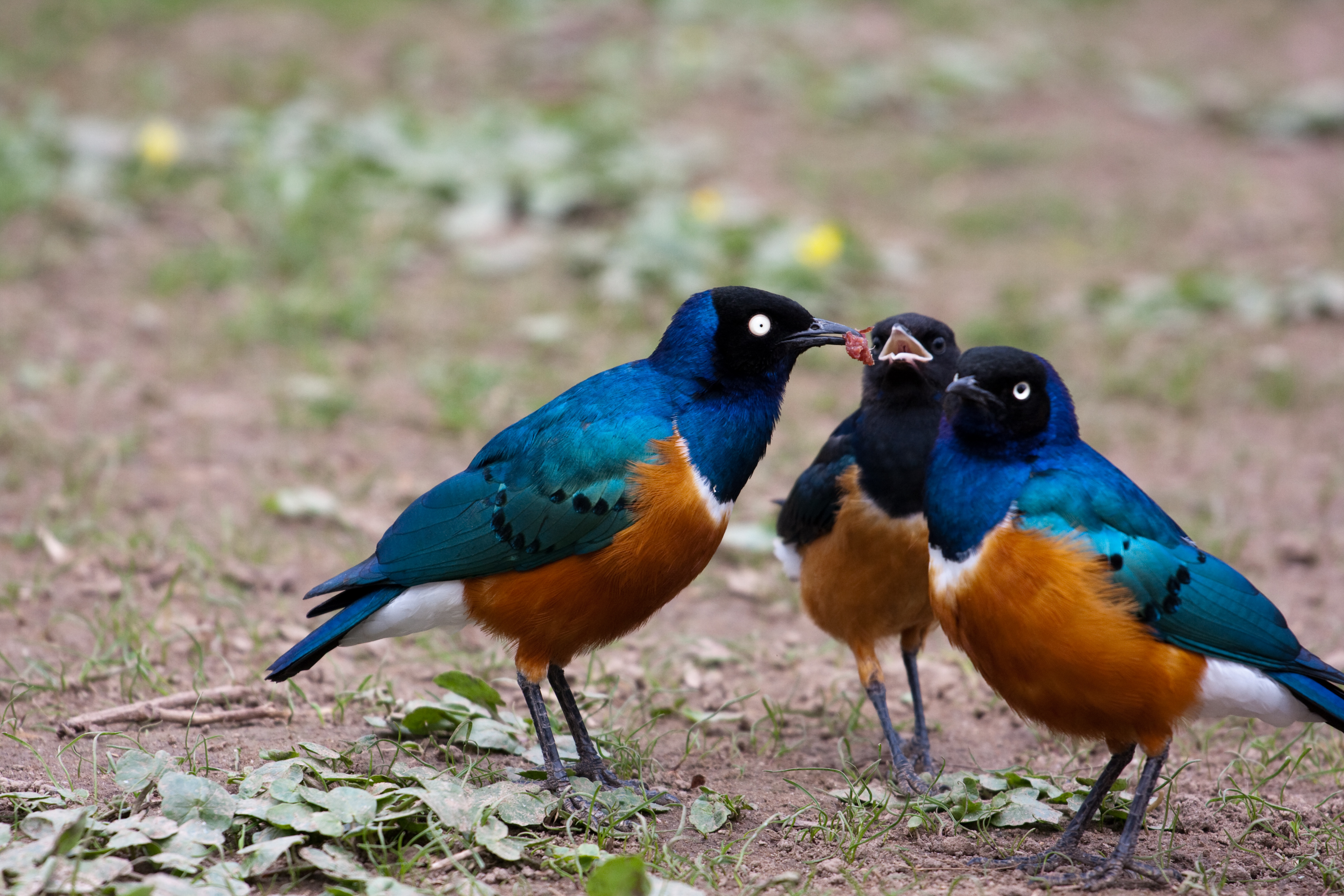
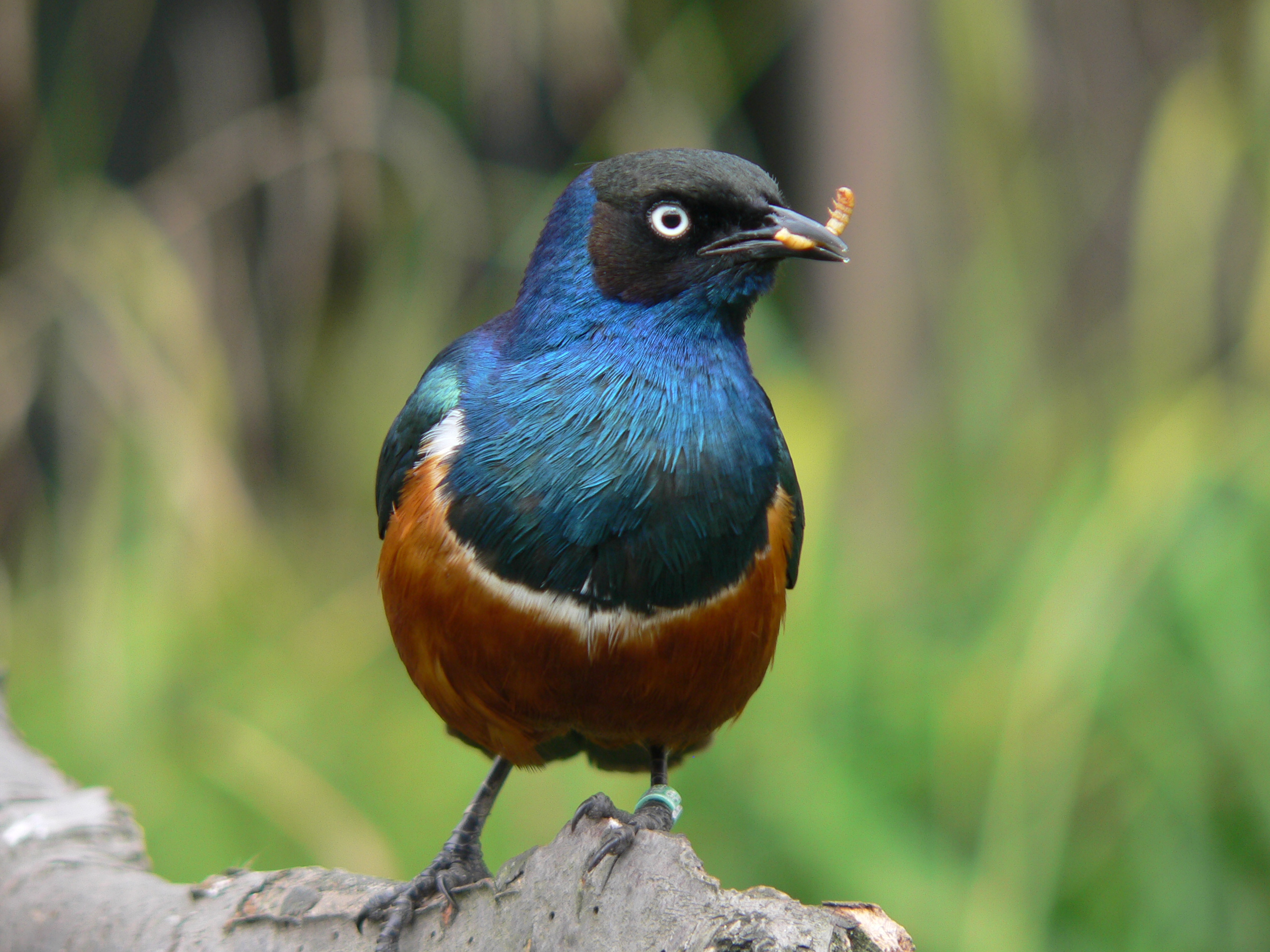
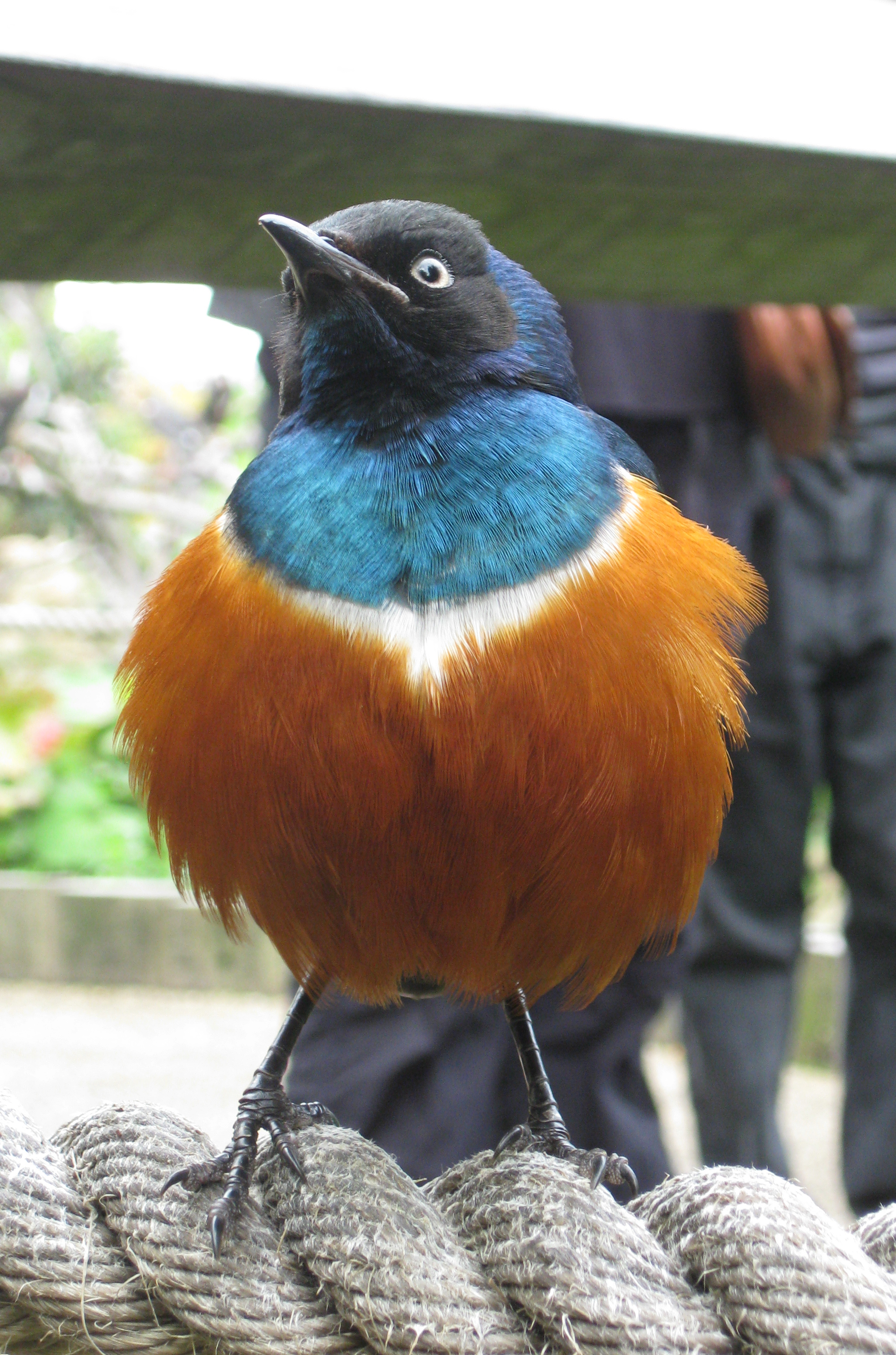
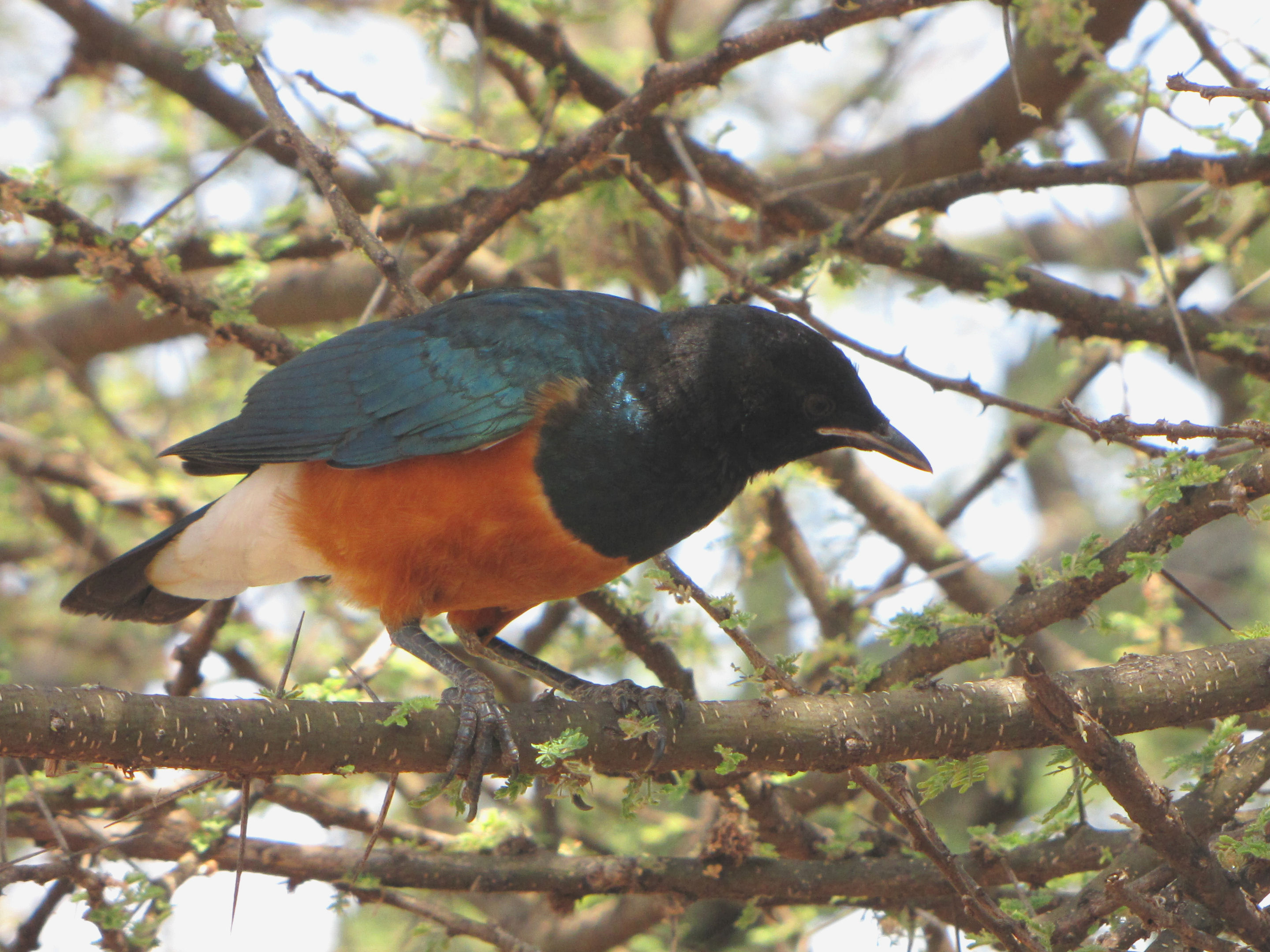
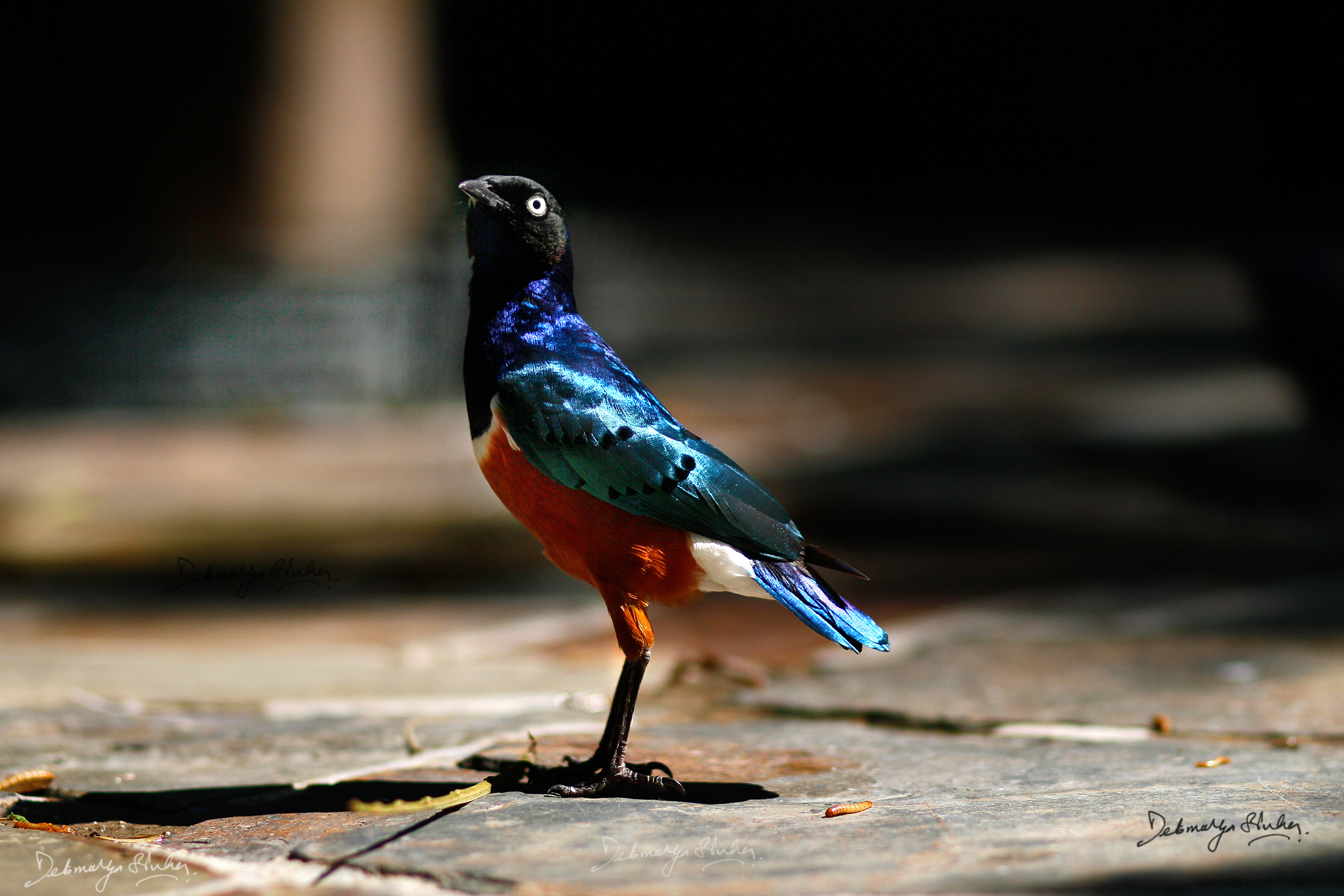